# Segregació escolar

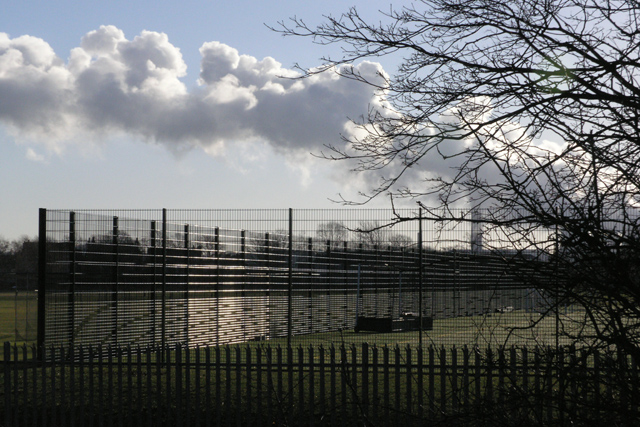
Una tanca al camp d'esports exteriors de l'escola Long Eaton. A les escoles molt cares només hi poden assistir estudiants de famílies molt riques. Es diuen escoles elitistes o escoles búnquer.

La segregació escolar és una forma de segregació observada dins de certs sistemes educatius. Consisteix en la separació més o menys marcada dels estudiants a diferents escoles (o classes), principalment en funció del seu estatus socioeconòmic (l'anomenada segregació social), el seu rendiment escolar (l'anomenada segregació acadèmica), el seu gènere (la segregació per sexes) o les seves característiques ètniques, culturals i religioses (l'anomenada segregació ètnica).

## Causes principals
La segregació escolar pot ser conseqüència de disposicions legals explícitament segregatives, com ara la segregació racial als Estats Units o l'apartheid a Sud-àfrica, per exemple. Pot ser conseqüència d'una multitud de factors, entre els quals destaquen la segregació residencial (barris i ciutats marcats per una diversitat social baixa) i l'organització de l'educació en forma de mercat escolar, que ofereix un ampli marge de maniobra per als pares, les escoles i leducació privada.

### Mercat escolar
En un mercat quasi escolar, els pares gaudeixen d'una autonomia molt àmplia per triar l'escola dels seus fills i després implementen estratègies socialment diferenciades per fer aquesta elecció, estratègies que contribueixen a la guetització escolar dins del sistema educatiu. Així, els pares de estrats mitjans i alts buscaran evitar presumptes "males companyies" i preferiran matricular els seus fills a escoles que els garanteixin certa vinculació social. Aquesta tendència és més forta com identifiquen aquestes escoles com més capaces d'oferir una educació de qualitat i un entorn de vida tranquil als seus fills. Aquesta connexió social també la buscaran de vegades els pares de classe treballadora, que també tendiran a evitar les escoles que els semblin massa "elitistes". En un mercat quasi escolar, les escoles també tendeixen a tenir més llibertat per seleccionar – directament (filtrant les inscripcions) o indirectament (mostrant un perfil escolar que atregui una categoria específica de famílies) – la seva audiència, cosa que lògicament reforça la segregació. La polarització de l'educació en una xarxa pública i una xarxa privada competidora també hi juga un paper important, ja que l'educació privada tendeix a captar estudiants amb l'índex socioeconòmic més alt. A certs països, l'estructuració de l'educació sobre una base religiosa constitueix un altre factor de segregació.

### Diferenciació segons el rendiment acadèmic
Finalment, l'ús de certes polítiques i regulacions educatives (com la deszonificació a Suècia o les Grammar Schools a Anglaterra) també contribueix a augmentar la segregació, en el sentit que consisteix en la majoria de vegades a reunir els estudiants a escoles diferenciades en funció del seu rendiment acadèmic previ (segregació acadèmica), alhora correlacionades amb el nivell socioeconòmic dels estudiants (segregació social).

## Diferents tipus de segregació escolar

### Segregació segons l'entorn social
Implica distincions a causa dels diferents recursos (econòmics, culturals, socials, etc.) de les famílies. Podem observar segregacions interestabliments (entre establiments) i intersectors (entre sectors). Aquestes separacions socials són importants a França, com demostra Felouzis: "si es pren com a referència el nivell de segregació social entre establiments finlandesos (base 100), aquest nivell de segregació social és de 169 al Regne Unit (és a dir, un 69% més alt), 193 als Estats Units, 205 al Japó, 223 a França, és a dir, un 123% més".
Així mateix, en tots els cursos professionals són els estudiants d'origen obrer els més nombrosos. Només a nivell del primer i últim grau general observem equitat entre estudiants d'origen obrer, mitjà i alt.
El reclutament social és molt representatiu del lloc que ocupen els individus a diferents entorns socials. Veiem que els infants d'origen obrer generalment segueixen el mateix pla d'estudis que els pares. En general, això és vàlid per a totes les altres categories socials. El que varia també segons l'entorn social és la durada dels estudis. La situació econòmica i cultural de les famílies pot ser un factor de segregació.

### Segregació ètnica
L´afluència d´estudiants estrangers, tant procedents de famílies originàries de regions desenvolupades d´Europa com d´immigrants provinents de regions en guerra o en situació de crisi sociopolítica, ha provocat friccions amb un sistema escolar, que sovint no està preparat per afrontar una realitat de heterogeneïtat social i cultural. Això va portar a un augment de la segregació escolar i a la creació de guetos escolars. Davant del menor rendiment acadèmic dels estudiants immigrants respecte als nadius, la mateixa OCDE va observar: "la concentració de desavantatge socioeconòmic en un centre està fortament relacionada amb el baix rendiment dels estudiants", recomanant precisament la reducció de la concentració en centres com "un excel·lent primer pas per ajudar els estudiants immigrants a integrar-se satisfactòriament a l'escola i, en última instància, a la societat".

### Segregació per discapacitat
La segregació escolar d'estudiants amb discapacitat, fins i tot emmascarada sota expressions com "aules de suport" o "aules d'acceleració", es pot presentar com una manera d'ajudar els nens amb necessitats especials; no obstant això, a la pràctica contribueix a separar els qui tenen una discapacitat, dels altres nens. No es pot negar el dret a una educació inclusiva al·legant que, en una classe especial, el nen rebrà més atenció a causa del menor nombre d'alumnes. Aquest tipus de segregació també reforça l'estereotip que les persones amb discapacitat no poden conviure amb altres persones i, per tant, s'han de mantenir separades.

### Segregació per nacionalitat
En un estudi que va utilitzar l'índex de Gorard per calcular la magnitud de la segregació, en dades obtingudes a l'avaluació PISA-2015, es va comparar l'educació secundària obligatòria a Espanya amb la de 25 països més de la Unió Europea, i va obtenir valors considerats alts, tant per a immigrants de primera generació (quan l'estudiant va néixer a un altre país) i segona generació (quan l'estudiant va néixer al país de referència): 0,45 i 0,44 (primera i segona generació combinades), respectivament. Tenint en compte únicament els immigrants de primera generació, les comunitats autònomes espanyoles amb un índex de Gorard molt per sobre de la mitjana nacional (hipersegregació) van ser Extremadura (0,63) i el País Basc (0,54). La Comunitat de Madrid i Múrcia van tenir un índex moderat (0,31) i l'índex més baix es va registrar a la Rioja (0,26).
Tot i això, encara que es considera alt, l'índex de Gorard d'Espanya per a immigrants de primera generació estava per sota de la mitjana d'altres països de la Unió Europea. Entre els països avaluats per l'estudi, Espanya només està per sobre de Luxemburg (0,34) i Irlanda (0,36), i molt per sota d'Alemanya (0,64), els Països Baixos (0,58) o fins i tot França (0,57). Tot i això, els valors combinats de la primera i segona generació mostren una altra realitat: la segregació a Espanya (0,44) s'acosta a la mitjana de la Unió Europea (0,50), i és més gran que la de Portugal (0, 43), Itàlia (0,42), Suècia (0,40) i Alemanya (0,39), encara que inferior a la de França (0,45), Països Baixos (0,48) o Finlàndia (0,50). I tenint en compte el percentatge d'immigrants escolaritzats en relació amb la població total (com més immigrants escolaritzats, menys segregació), la posició d'Espanya al rànquing empitjora considerablement, passant de ser el tercer país amb menys segregació a ocupar el setè lloc (per sobre del Regne Unit).

### Segregació religiosa
Un exemple clar de segregació religiosa dins d'Europa el trobem a Irlanda del Nord, on, fins i tot després de l'acord de Belfast, que va segellar la pau entre els governs britànic i irlandès el 1998, més del 90% de les escoles estan segregades per religió de els estudiants (catòlica o protestant). El 2023, només el 8% dels alumnes assistia a centres mixtos (a 2001, aquest percentatge era del 4%), encara que set de cada deu pares van admetre que triarien aquest tipus d'unitat integrada si tinguessin l'oportunitat.

### Segregació per sexe
Algunes legislacions europees, com la sueca, permeten la segregació d'estudiants per gènere, sempre que els nens i les nenes rebin la mateixa educació. Tot i que no hi havia dades fiables sobre el grau d'implementació d'aquesta separació al sistema educatiu de Suècia, la qüestió va mobilitzar el debat nacional el 2017, quan es va fer públic que diverses escoles del país (incloses algunes musulmanes) havien començat a separar nens i nenes a gimnàstica, sota l'argument que a les classes segregades els estudiants participaven més activament.

### Segregació per idioma
A Europa, la segregació de facto per idioma es practica en alguns llocs, concretament a Catalunya (on el català és la llengua pròpia), a Groenlàndia (part de Dinamarca, però on s'ensenya el groenlandès) ia les regions belgues de Flandes (flamenc) i Valònia (francès). A la majoria de països europeus que tenen més d'una llengua oficial, normalment hi ha dues (o tres, com al País Basc) xarxes educatives oficials, on les famílies trien aquella en què volen que els seus fills estudiïn. Aquest model es pot trobar a Finlàndia (finlandès i suec), Eslovàquia (eslovac i hongarès), Irlanda (irlandès i anglès) i Gal·les (galès i anglès). La peculiaritat del País Basc és que hi ha una xarxa oficial en castellà (A), una altra bilingüe (B) i una tercera en eusquera (D), que és la preferida per la majoria.

## Mitjans de resolució

### Elecció destabliments
La lliure elecció descola pot reforçar la segregació escolar. Segons el sociòleg Pierre Merle i els estudis a França en què es va basar per escriure la seva obra La ségrégation scolaire (2012), els establiments privats eduquen una baixa taxa d'estudiants amb discapacitat, una baixa proporció d'estudiants amb grans dificultats acadèmiques, així com a nens de barris populars, alhora que es declaren "oberts a tots". Merle destaca que la segregació escolar té quatre dimensions diferents (per gènere, ètnica, acadèmica i social), i que la complexitat d'aquest fenomen social "requereix una contextualització socioeconòmica ja que és on troba el seu fonament".

### Establiments adaptats
Encara que l'educació inclusiva té com a objectiu garantir que els estudiants amb discapacitat puguin estudiar a classes i escoles convencionals adaptades (i no només als "centres d'excel·lència" existents a les grans ciutats), hi ha nombrosos desafiaments perquè això es converteixi en realitat. Entre els obstacles per assolir l'objectiu es poden enumerar els següents:
- Dificultat per detectar estudiants amb discapacitat: ja sigui pel temor de les famílies que els seus fills siguin estigmatitzats, o perquè no hi ha mètodes universalment acceptats per classificar els diferents tipus de discapacitat;[28]
- Manca de docents amb especialització en l'atenció a nens amb discapacitat: a més de la manca de cursos de formació,[28] no tots els docents estan interessats a l'àrea. Al Brasil, algunes alcaldies busquen posar remei a aquesta realitat contractant "cuidadors escolars", que atenen nens amb discapacitat en classes convencionals. Això no obstant, no és una realitat nacional, sinó limitada a algunes ciutats, i la legislació brasilera sobre la formació d'aquests professionals encara està en fase de consolidació;[29]
- Instal·lacions o materials d'ensenyament inadequats: aquests poden ser obstacles que limitin l'aprenentatge, particularment a regions amb altes taxes de pobresa. Els mètodes d'aprenentatge passiu, com ara el dictat i la repetició d'exercicis, també limiten la progressió dels estudiants amb discapacitat;[28]
- Recursos insuficients: les escoles adaptades costen més que les convencionals; invertir en formació docent també requereix recursos, que sovint són insuficients fins i tot per atendre estudiants sense discapacitat;[28]
- Avaluació de l'aprenentatge: les dades sobre l'impacte de l'aprenentatge entre els estudiants amb discapacitat són escasses; les proves internacionals d'avaluació de l'exercici tendeixen a excloure els estudiants amb discapacitat, cosa que reforça els estereotips sobre les dificultats d'aprenentatge.[28]

Aquests desafiaments s'han d'enfrontar a través de polítiques públiques distributives i redistributives, però la seva implementació depèn de l'organització dels grups afectats, que normalment no compten amb massa crítica ni poder de pressió política per influir en la formació de l'agenda pública.

### Escoles d'excel·lència o amb pressupost addicional
A França, les zones d'educació prioritària o ZEP tenen com a objectiu millorar l'educació en àrees amb concentració d'estudiants amb dificultats. Tot i els resultats positius (que van portar el model a exportar-se a països com el Camerun), la reducció de les desigualtats no va seguir a l'augment del nombre d'escoles participants. Una de les principals causes identificades d'aquest desequilibri estaria fora de l'escola, a l'entorn familiar dels alumnes, amb pares que moltes vegades ni tan sols tenen temps per seguir la vida escolar dels fills, o on la monoparentalitat obliga el responsable del nen a atrafegar-se; una altra de les causes esmentades seria la manca de recursos per als establiments participants, encara que aquests són qualificats de "prioritaris".
Un altre model educatiu, el de les "escoles magnet", implementat als Estats Units des dels anys 70 per animar les famílies blanques a matricular els seus fills en col·legis de població predominantment negra, va començar a implementar-se a Catalunya el 2013. Encara que la realitat d'Espanya és diferent de la estatunidenca, l'objectiu és el mateix: crear una aliança entre escoles estigmatitzades i centres culturals o de recerca rellevants, per atraure estudiants que a altres circumstàncies no estarien interessats a estudiar allà. Cal assenyalar, però, que si bé van contribuir eficaçment a atreure una nova clientela i a reduir la "guetització", les "escoles magnet" en el cas espanyol també van aconseguir reduir dràsticament la participació dels seus antics alumnes, formats per fills d'immigrants ; hi ha casos en què aquest percentatge va baixar del 70% al 20%. Com va dir l'investigador de la UAB Alejandro Montes, en una entrevista el 2019, "no poden ser centres que estiguin expulsant certs perfils, provocant que hi hagi més segregació".

### Subsidi de viatge per a estudiants
Un factor determinant de diferents aspectes de la segregació escolar, observada en diversos països europeus, és que fins i tot quan hi ha alternatives als anomenats "col·legis gueto", aquestes sovint estan allunyades del lloc on viu el públic que se'n podria beneficiar. Encara que els pares de les persones interessades tinguessin cotxe (i el temps disponible per portar l'infant a l'escola i tornar cada dia), això pot tenir un impacte considerable en el pressupost familiar. Encara que no s'identifiqui com un factor determinant, la "segregació geogràfica" va provocar reaccions creatives específiques, com un experiment iniciat a Toulouse el 2017, on es van distribuir passis de metro gratuïts perquè estudiants de barris pobres d'entre 10 i 15 anys poguessin tenir accés a escoles "afavorides" al centre de la ciutat, amb classes limitades a 25 estudiants. El 2021, els resultats obtinguts van ser qualificats com a "més que positius".
Al Brasil hi ha diversos tipus de subsidis per al transport públic estudiantil, a través d'acords entre estats i municipis brasilers, i empreses de transport públic. Aquest subsidi pot fer que el bitllet sigui gratuït, però normalment es limita a dos viatges per dia laborable (de casa a l'escola i de tornada).

## Conseqüències
Segons recull un article sobre la Llei d'Igualtat de Tracte espanyola,
| « | La segregació és una vulneració del dret a leducació i una forma de discriminació. La segregació escolar, entesa com la sobrerepresentació o concentració de l'alumnat amb discapacitat, gitano, migrant i de baix nivell socioeconòmic en determinats col·legis o classes, en disminueix l'èxit educatiu i les oportunitats d'inclusió social. Espanya és el tercer país de l'OCDE amb més segregació escolar a les seves escoles de primària. | » |

En conclusió,
| « | La segregació escolar té conseqüències derivades de limitar la diversitat i promoure l'homogeneïtat a les aules. En separar els estudiants en funció de factors com la raça o l'economia, es redueixen les oportunitats d'interacció i aprenentatge mutu, fomentant els estereotips i reforçant els prejudicis. | » |